# Sladko
Sladko (in russo Сладко?) è un singolo del girl group russo Serebro, pubblicato il 24 agosto 2009 come primo estratto dal primo EP Izbrannoe.
La versione in lingua inglese del brano si intitola Like Mary Warner. A quindici anni di distanza d'uscita viene diffuso un EP del singolo, costituito da quattro tracce.

## Tracce
Download digitale, streaming
1. Sladko – 3:59

Download digitale, streaming – EP
1. Sladko (Phonk Remix) – 1:42
2. Sladko (Slowed + Reverb) – 4:22
3. Sladko (Speed Up) – 3:33
4. Sladko – 3:59

## Formazione
- Anastasija Karpova – voce
- Ol'ga Serjabkina – voce
- Elena Temnikova – voce
- Maksim Fadeev – produzione

## Classifiche

### Classifiche settimanali
| Classifica (2009) | Posizione massima |
| ----------------- | ----------------- |
| Russia            | 6                 |
| Ucraina           | 8                 |

### Classifiche di fine anno
| Classifica (2009) | Posizione |
| ----------------- | --------- |
| Russia            | 91        |
| Ucraina           | 117       |
| Classifica (2010) | Posizione |
| Ucraina           | 117       |